# Илья Муромец (водопад)
Илья́ Му́ромец — водопад на полуострове Медвежий острова Итуруп (Курильский район, Сахалинская область России), один из самых высоких в стране. Расположен близ мыса Илья Муромец, на ручье, стекающем с северо-восточного склона вулкана Демон. Высота падения воды — 141 метр.
Находится в крайне труднодоступном месте; его свободный осмотр возможен лишь со стороны океана.